# For Promotion Only
For Promotion Only – pierwszy minialbum heavymetalowej grupy Grave Digger. Wydany w 1992 roku w liczbie 1000 kopii.

## Lista utworów
1. Ride On – 3:48
2. Spy of Mas' On – 3:57
3. Shadows of a Moonless Night – 3:50
4. Fight the Fight – 3:00

## Twórcy
- Chris Boltendahl – śpiew
- Uwe Lulis – gitara
- Thomas Göttlich – gitara basowa
- Peter Breitenbach – perkusja